# Arycanda obsoleta
Arycanda obsoleta là một loài bướm đêm trong họ Geometridae.